# 黒木正浩
黒木 正浩（くろき まさひろ、1972年3月10日 - ）は、日本の役者、映画監督、エンターテイナーである。
京都府京都市生まれ。ヨーロッパ企画、オポス所属。
「人」としてのかっこいい生き方を模索し、「男の俳句」を詠むことを趣味とする。
映画監督としては「黒木組」を率い、数多くの映画を撮る。
ピアノ、ヌンチャク、80年代のディスコダンスをたしなむ。

## 来歴

### 保育園
当時の愛称は「まーくん」。
運動会の時、モモレンジャーのお面をかぶって走ることになったが、それを泣いて嫌がり、モモレンジャーのお面を破って、ミドレンジャー役に変えてもらった。
しかしのちに当時の写真を見ると、なぜか満面の笑みでモモレンジャーのお面をかぶって走っている。

### 小学生～中学生
ブルースリー、魁!!男塾、風魔の小次郎をはじめとした車田正美作品など、黒木の人格を形成する偉大な作品たちに出会う。
自宅を「黒木道場」と呼び、友達もそう呼び始める。
隣の学校のやつらにボコボコにされ、好きだった女の子を取られた。
のちに、その女の子にキスの練習を求められるも、断る男気を見せる。

### 高校生～チーム時代
「ペテン師黒木」などという落書きが学校の壁にあふれ、黒木本人がそれを消す羽目になってしまう。
夜道、人に追いかけられ、友達と二人で竹やぶに逃げ込んだ。
友達は竹やぶで傷だらけになったが、黒木は傷ひとつなかった。
地元の某レーシングチームに入ってよろしくやる。
周りの友達が高校を辞めていくという大きな流れがあり、その中で、黒木も高校を辞めた。
チーム時代は、楽しい日々が続いたが、仲間がみんな18歳になり、車を買うからと言って働きはじめ、３月生まれの黒木だけがバイクに乗っている状況に。
その後、チームはなんとなく散り散りになる。

### ディスコ時代
20歳ごろ、木屋町のディスコのVIPルームに入りびたる。
ドリンクや食事のチケットが山ほどもらえて、使いきれない時期をすごす。
ディスコに来ていた外国人たちとも親密になる。
一方で、祇園のディスコではお立ち台の女性たちに罵声を浴びせてしまい、出入り禁止に。
友達のおじさんと毎日いっしょにいて、土地を見にいくのについて行ってはお金をもらう、という不思議なバイトの日々を過ごす。
それがある日もらえなくなり、友達にそれを言ってみると「お前何にもしてへんやろ！」と、当たり前のことを言われる。

### 全日おっかけ時代
全日本プロレスのおっかけで、友達と３年間ほど全国を回る。
関西圏での試合や、重要な興業は、ほぼ欠かさず見にいく。
ある日の試合後、お金がなくて、グッズ売り場に立っているジャイアント馬場に手を振っていると、傍らにいた馬場の奥さんから、「あの子たち、いつも来てる子たちよ」と、馬場に引き合わせてもらえる。
そこで、ジャイアント馬場にNSCにいくことを相談すると、「物事をはじめるのに遅いも早いもないよ」と、ありがたい言葉をもらう。

### お笑い時代
26歳ごろ、大阪NSCに21期生として入学。コンビを組んでは別れを繰り返しながら、オーディションに出場し続ける日々。
劇場の出口で、お客さんの女子高生から罵声を浴びせられ、黒木も言い返して、嫌われてしまう。
このころ、友達と車に乗っているとき、センターラインを割ってきた対向車と正面衝突。後部座席にいた黒木だけ、車外に投げ出されて助かる。
その後、松葉杖をつきながらコントをしていた。
劇団のようなコントユニット「ワンツースリー」結成。
一年間で7本公演を打ったのち、解散。
当時同じユニットの先輩だった、現・浜辺のウルフから、ヨーロッパ企画の公演「冬のユリゲラー」のビデオを借りて、見る。感動してしまう。

### ヨーロッパ企画へ
2004年、ヨーロッパ企画第14回公演「空前のクイズアワー」を観にきて、そのまま打ち上げに参加。
そのまま入団を希望するも、当時のメンバーの平均年齢が24歳くらいだったのに対し、黒木は31歳だったので、すこし躊躇された。とはいえ入団。
「ショートショートムービーフェスティバル」で、初めて映画「ザ・レストラン」を監督。審査員の本広克行監督に投票してもらった。
そのイベントは、照明オペも任されていたが、居眠りしてしまい、「感電して気を失っていた」と嘘をつく。
2004年、ヨーロッパ企画第16回公演「インテル入ってない」に出演。
同じく初出演だった、当時18歳だった西村直子と買い出しに出かけ、道中、仲良くなろうとしてセクハラっぽい会話をしてしまい、嫌われる。
当時の彼女と結婚目前だったが、相手の母親の反対により破談。家にまで怒鳴りこみに来られる。
ヨーロッパ企画の事務所でうんこするとき、ドアにうまく鍵がかけられず、西村に開けられてしまい、驚かれてまた嫌われる。これは２回あった。

### 黒木組結成
2006年、「黒木組」結成。ヨーロッパ企画の役者や映像スタッフとともに、映画監督としての基盤をじわじわと固め始める。
これ以降、「智恵光院雀鬼」「硬派探偵」など、少年漫画的な世界観のもと、正しい生き様を問いかける活劇映画シリーズを、数多く監督。
また、協力者たちに神輿を担がれる形で、「黒木祭」「黒木ピアノリサイタル」「黒木VSゾンビ」など、さまざまなイベントを開催。
2007年、バイト先の女子に恋をしたことが、ラジオ「ヨーロッパ企画の試験放送」の中で、「バイト男」というコーナーに。
ラジオをあげて応援したが、相手にばれ、ディレクターさんが謝りにいくという結末に。
「ピンヒールストンピング」というコンビ名で、M-1グランプリに出る。バッグを盗まれるのが嫌で、バッグを舞台袖にもっていく。
ベビーピーの根本コースケと、麻雀対決。あまりにも負けるので腹が立ち、諏訪と間違ったイカサマをするも、負ける。
2008年、実写映画「魁！男塾」にいたく興奮し、「応援団」を買って出る。ヨーロッパ企画メンバーを巻き込み、誰一人出演していないのに、学ランで街を練り歩いて絶叫で宣伝した。
アプリゲーム「サンシャイン牧場」をはじめ、1日のほとんどをそれに費やす。
サービスが停止する最後の日に行ってみたら、収穫はできるものの、作物を植えることはできなかった。
2011年にKBS京都で「ヨーロッパ企画の暗い旅」がスタート。そこでは名物キャラクターとして取り沙汰され、「クイズ！黒木」「黒木マジックショー」「黒木ケミカルマジックショー」など、さまざまな黒木企画が行われる。
2012年、ピアノを習い始める。月謝は先生の家の芝刈りと犬の散歩。しかし三カ月ほどで挫折。
2013年、アプリゲーム「モンスターストライク」を始め、1日のほとんどをそれに費やす。
2014年、家庭の事情により、黒木道場転居。
2017年、アプリゲーム「魁！男塾」の、サービスが止まる最後の瞬間を見届けるべく、現在もプレイ中。

### 仙人時代
2017年　ハゲか白髪かの選択をせまられ、白髪を選ぶ。
髪のことを考え、お湯だけのシャンプーをし始める。時には、重曹とクエン酸で炭酸シャンプーをすることも。飲んでも害がない天然リンスも自作し始める。
卵殻パウダーも乳鉢で作り始める。それを酢と飲んでいる。
ヨーロッパ企画の映像作品に監督して関わり、「黒木祭」を主催。上記の経歴を生かした少年漫画風の熱い作品を得意とする。

## 監督作品
- 智恵光院雀鬼（2005年）
- 続・智恵光院雀鬼（2006年）
- 智恵光院雀鬼３（2007年）
- 智恵光院雀鬼 外伝（2008年）
- 智恵光院雀鬼ZERO（2010年）
- 硬派探偵〜いつも何かを覚悟する〜（2013年制作、2018年劇場公開）[4]
- 硬派探偵～恋愛を覚悟する～（2016年）
- 硬派探偵～これが俺だと覚悟する～（2016年）
- 硬派探偵～見たもの全てを覚悟する～（2017年）[5]
- 打つ！涙なむ ～お友だち見つけたら、なんと！～（2018年）[3]
- 第1話＃４、11（2019年、朝日放送）脚本、編集兼任

## 原作
- 舞台「智恵光院雀鬼」（2010年、神保町花月）
- ラジオドラマ「ようこそ！龍虎町へ」（2012年、KBS京都 劇的ラジオ）
- 舞台「テレビ君！どこ行くの？」（2015年、in→dependent theatre 1st）
- 舞台「硬派探偵～今が最高だと覚悟する～」（2016年、神保町花月）[6]
- 舞台「サイボーグコメディ」（2016年、元・立誠小学校ハイタウン2016）
- 舞台「みましょうか？みえますか？みえません」（2017年、in→dependent theatre 1st）
- ヨーロッパ企画カウントダウン2016→2017 in KBSホール～劇団ハイタウン新春興行『愉快青春！さか落としキャンパスロード』～（2016年、作・演出）[7]

## その他制作
- タクシードライバー祗園太郎 THE MOVIE すべての葛野郎に捧ぐ（2016年）人形操作[8]
- Magic Town（2018年）撮影
- 京も1日陽だまり屋（2017年〜）　監督/人形操作

## 出演

### テレビ
- 第1話（2019年、朝日放送） - 黒木正浩 役

### 映画
- リバー、流れないでよ（2023年、ヨーロッパ企画/トリウッド） - シラキ 役

## 引用
KBS京都「ヨーロッパ企画の暗い旅」2017年10月22日放送